# Peyton Place (película de 1957)
Peyton Place (conocida como La caldera del diablo, en Hispanoamérica y Vidas borrascosas en España) es una película estadounidense de 1957 dirigida por Mark Robson. Interpretada por Lana Turner, Diane Varsi, Hope Lange, Lee Philips y Arthur Kennedy en los papeles principales.
Galardonada con tres premios Laurel de Oro 1957: al mejor drama, al mejor actor secundario (Arthur Kennedy); y a la mejor actriz secundaria (Diane Varsi).
Generó la serie de televisión La caldera del diablo que se transmitió del 15 de septiembre de 1964 al 2 de junio de 1969.
Una secuela, Return to Peyton Place (1961), que a su vez generó la serie de televisión Return to Peyton Place, que se transmitió desde el 3 de abril de 1972 al 4 de enero de 1974.

## Argumento
En el período de preguerra de la Segunda Guerra Mundial, en un hermoso y tranquilo pueblo situado en Nueva Inglaterra, llamado Peyton Place, la vida transcurre en forma apacible, pero en la vida privada de sus habitantes, las cosas se dan de otra forma.
Constance McKenzie (Lana Turner), dueña de una tienda, procura ocultar su pasado, en el cual su hija  Allison (Diane Varsi), había nacido, siendo ella madre soltera, ya que el padre, un empresario de Nueva York, era un hombre casado. A su hija, Constance le ha contado que ambas habían regresado a Peyton Place, después de la muerte de su ficticio padre. Para guardar las apariencias, mantiene una actitud casta e inhibida hacia todo lo relacionado con el sexo. 
Allison es una muchacha inquieta, con aspiraciones de convertirse en escritora, que trata de imitar a la chica más liberal del pueblo, Betty Anderson (Terry Moore), que a su vez busca por todos los medios conseguir al adinerado joven Rodney Harrington (Barry Coe) como marido.   
Allison se enamora de Norman Page (Russ Tamblyn), un muchacho confundido y consentido. 
Su madre Constance, a pesar de sí misma, no puede evitar sentirse atraída por el recién llegado profesor Michael Rossi (Lee Philips).
La mejor amiga de Allison, Selena Cross (Hope Lange), es una muchacha pobre que sufre los abusos de su alcoholizado padrastro Lucas Cross (Arthur Kennedy).
Un crimen se comete, y en el juicio, el fiscal de distrito (Lorne Greene) y el médico Matthew Swain (Lloyd Nolan) sacan a la superficie, el submundo oculto de escándalo, asesinato, suicidio, incesto y doble moral de Peyton Place.

## Reparto
- Lana Turner ..... Constance MacKenzie
- Diane Varsi ..... Allison MacKenzie
- Hope Lange ..... Selena Cross
- Lee Philips ..... Michael Rossi
- Arthur Kennedy ..... Lucas Cross
- Lloyd Nolan ..... Dr. Matthew Swain
- Russ Tamblyn ..... Norman Page
- Terry Moore ..... Betty Anderson
- David Nelson ..... Ted Carter
- Barry Coe ..... Rodney Harrington
- Betty Field ..... Nellie Cross
- Mildred Dunnock ..... Señorita Elsie Thornton
- Leon Ames ..... Leslie Harrington
- Lorne Greene ..... Fiscal de distrito

- Datos: Q1532392
- Multimedia: Peyton Place (film) / Q1532392